# Heaven (Shaun Frank & KSHMR)
Heaven is een nummer van de Canadese dj Shaun Frank en de Amerikaanse dj KSHMR uit 2015. Het nummer is ingezongen door Delaney Jane.
Het nummer haalde een bescheiden 31e positie in de Nederlandse Top 40 en in Vlaanderen haalde het een 48e positie in de Tipparade.